# 경장철도
경장철도 또는 북경-장자구 철도 (중국어 간체: 京张铁路, 병음: Jīngzhāng Tiělù )는 중국인이 단독으로 설계하고 건설한 중국 최초의 철도이다. 중국의 수도 베이징과 허베이 성 장자커우 시를 잇는다. 1905~1909년에 원세개 (袁世凯) 총독과 Hu Yufen 부국장(胡燏棻)의 제안에 따라 첨천우 (詹天佑)가 수석 엔지니어로 임명되었다. 첨천우는 철도를 건설할 때 위치백을 사용하여 팔달령 터널의 길이를 줄였다. 그는 또한 터널 굴착을 용이하게 하기 위해 수직 샤프트를 도입했다.
이 철도는 1909년에 정식으로 개통되었으며 총 길이는 201.2km이었다. Fengtai의 Liucun Village에서 시작하여 Guan'gou Valley를 통해 베이징과 장자커우를 연결했으며 14개의 역, 4개의 터널 및 125개의 다리가 있다. 1912년에는 관구 구간에 순환 루프가 있는 4개의 역이 건설되었다. 1916년 베이징-쑤이위안 철도로 합병되었고, 나중에 중화인민공화국 (PRC) 건국 이후 베이징-바오터우 철도로 통합되었다.
베이징 시 지역에 위치한 철도 트랙은 도시 교통의 수요를 충족시키기 위해 점진적으로 해체되었다. 1995년에는 구 시지먼(西直门)역이 베이징의 주요 역사문화 유적지로, 2013년에는 남구(南口)와 팔달령(八达岭) 구간이 국가 국가지정 주요 역사문화 유적지로 지정됐다.

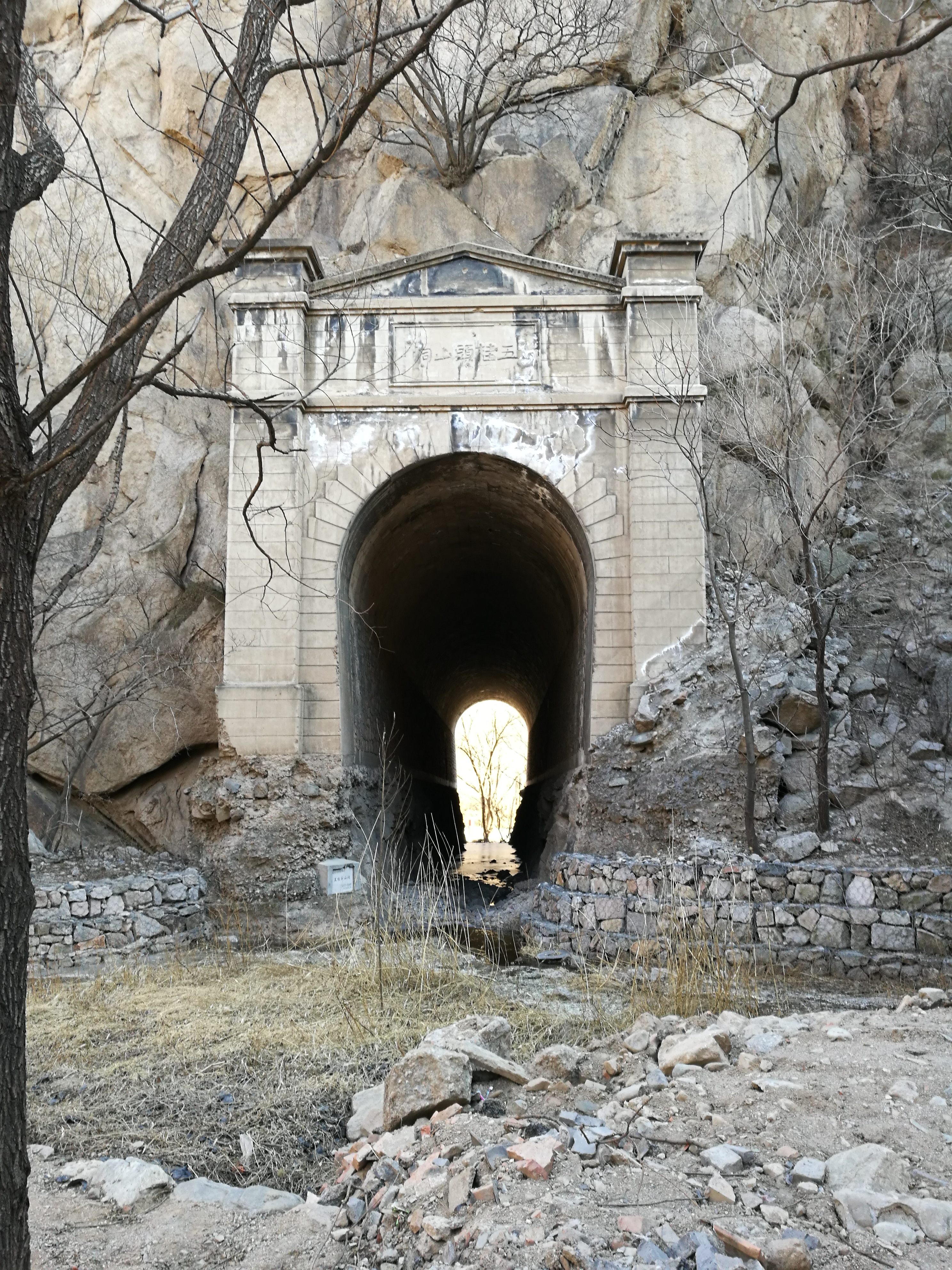
우귀터우 터널; 홍수로 손상된 기초.

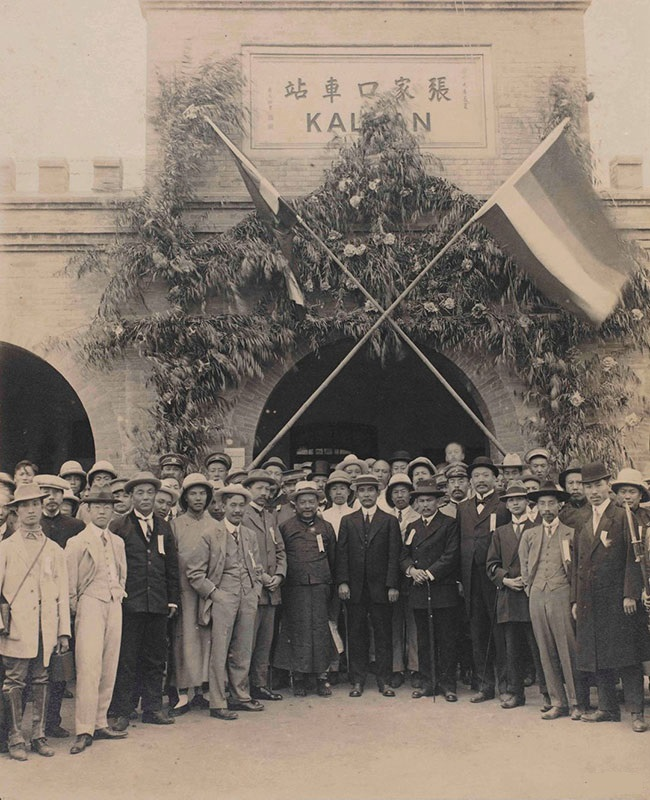
쑨원 시찰 투어 중; 장자커 우역에서

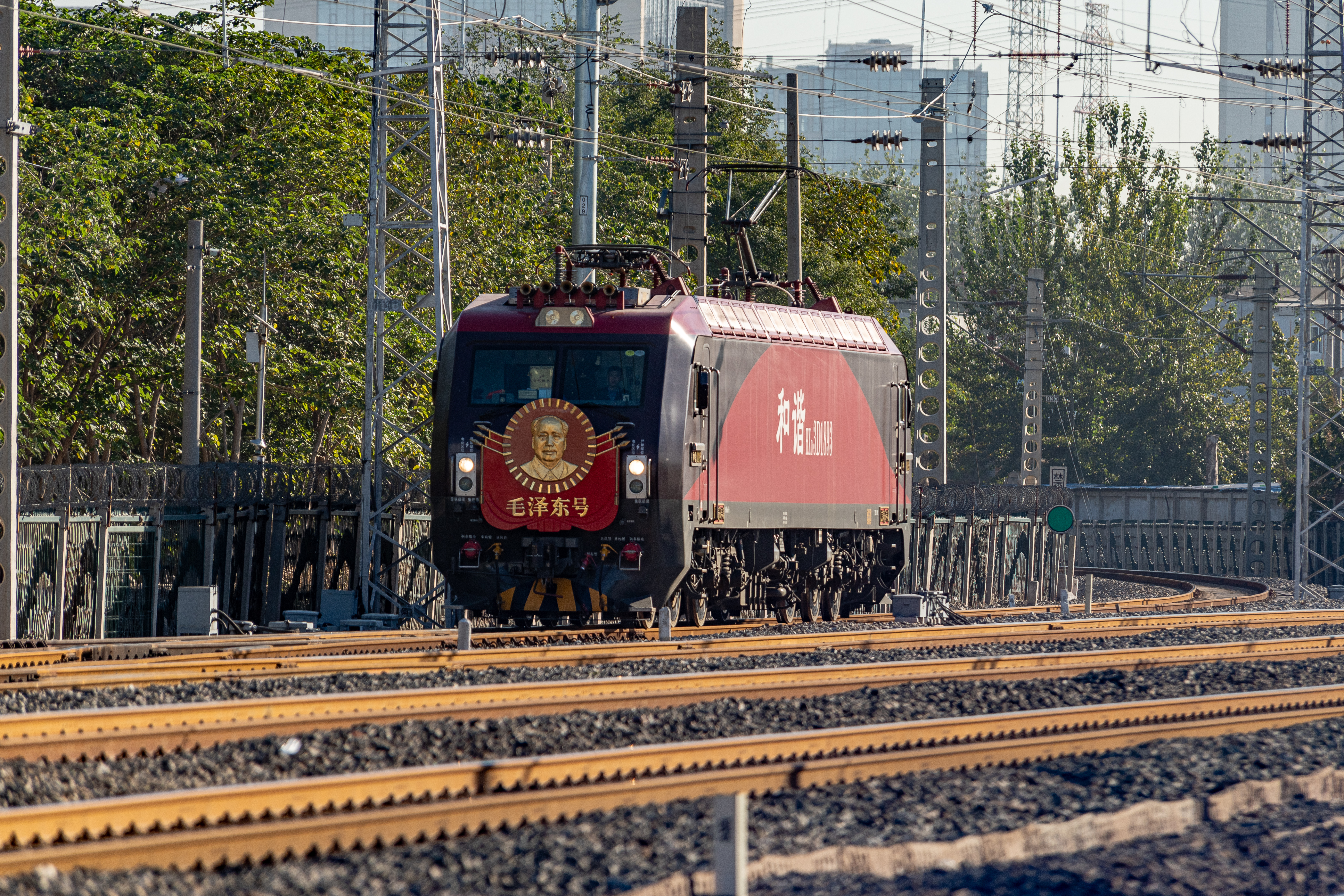
2020년 10월 베이징-칼간 철도 0km 지점인 리우춘